# Bhatgaon
Bhatgaon est une ville du Népal comptant environ 85 000 habitants et située dans la vallée de Katmandou, à environ 13 km de la capitale.